# 植木武
植木 武（うえき たけし、1946年2月11日 - ）は、日本の考古学者、共立女子学園名誉教授。

## 略歴
東京都出身。1968年明治大学文学部考古学専攻卒、1971年ハワイ大学大学院人類学修士課程修了、1984年ブラウン大学大学院人類学博士課程修了、Ph.D.。共立女子短期大学助教授、教授を務め、2016年退職し共立女子学園名誉教授。『太平洋 東南アジアとオセアニアの人類史』で日本翻訳文化賞 (平松)受賞。

## 著書
- 『南太平洋の考古学 ミクロネシアへの招待』学生社 1978
- 『コスモポリタン国家への道 バイリンガルのすすめ』勉誠出版 2016

### 共編著
- 『看護英会話入門』ドレール・トウン共著 医学書院 1981
- 『国家の形成 人類学・考古学からのアプローチ』編著 三一書房 1996
- 『「戦争花嫁」五十年を語る 草の根の親善大使』編 勉誠出版 2002
- 『国際理解教育のABC 図と写真で見る総合的な学習』加藤幸次監修,編著. 東洋館出版社 2002
- 『国際社会で活躍した日本人 明治～昭和13人のコスモポリタン』編 弘文堂 2009

### 翻訳
- ピーター・ベルウッド『太平洋 東南アジアとオセアニアの人類史』服部研二共訳 法政大学出版局 1989